# Quequeña
Quequeña es una localidad peruana ubicada en la región Arequipa, provincia de Arequipa, distrito de Quequeña. Se encuentra a una altitud de 2536 m s. n. m. Tiene una población de 603 habitantes en 1993.
Las calles que rodean la plaza de armas del pueblo de Quequeña fueron declarados monumentos históricos del Perú el 27 de noviembre de 1985 mediante el R.M N° 1251-85-ED.

## Galería

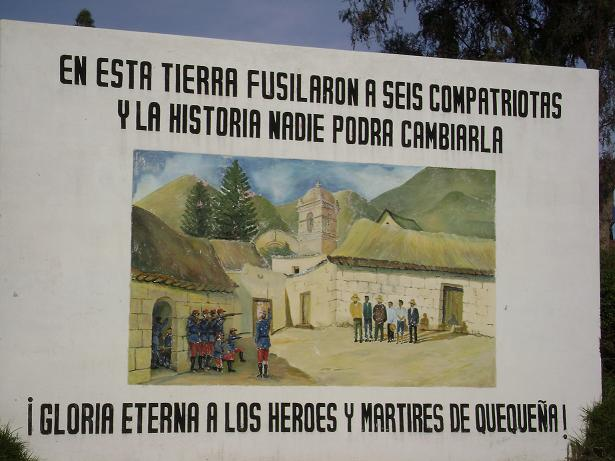
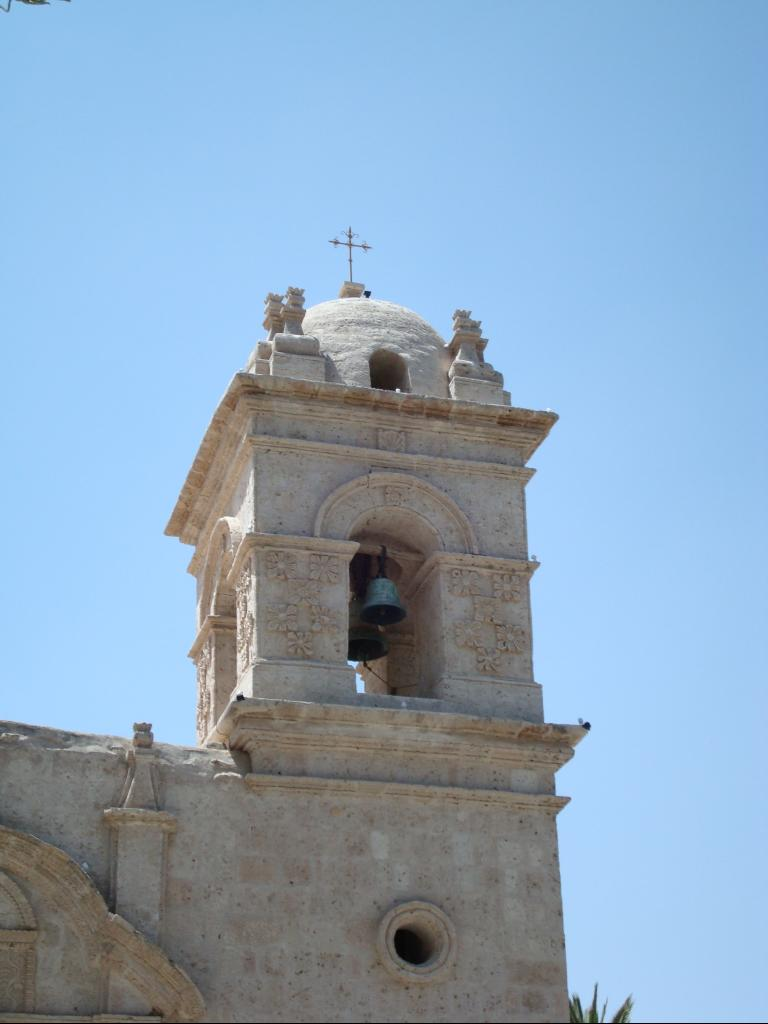

## Clima
| Parámetros climáticos promedio de Quequeña | Parámetros climáticos promedio de Quequeña | Parámetros climáticos promedio de Quequeña | Parámetros climáticos promedio de Quequeña | Parámetros climáticos promedio de Quequeña | Parámetros climáticos promedio de Quequeña | Parámetros climáticos promedio de Quequeña | Parámetros climáticos promedio de Quequeña | Parámetros climáticos promedio de Quequeña | Parámetros climáticos promedio de Quequeña | Parámetros climáticos promedio de Quequeña | Parámetros climáticos promedio de Quequeña | Parámetros climáticos promedio de Quequeña | Parámetros climáticos promedio de Quequeña |
| Mes                                        | Ene.                                       | Feb.                                       | Mar.                                       | Abr.                                       | May.                                       | Jun.                                       | Jul.                                       | Ago.                                       | Sep.                                       | Oct.                                       | Nov.                                       | Dic.                                       | Anual                                      |
| ------------------------------------------ | ------------------------------------------ | ------------------------------------------ | ------------------------------------------ | ------------------------------------------ | ------------------------------------------ | ------------------------------------------ | ------------------------------------------ | ------------------------------------------ | ------------------------------------------ | ------------------------------------------ | ------------------------------------------ | ------------------------------------------ | ------------------------------------------ |
| Fuente: Accuweather                        |                                            |                                            |                                            |                                            |                                            |                                            |                                            |                                            |                                            |                                            |                                            |                                            |                                            |